# 戴明盟
戴明盟（1971年8月—），重庆市江津区人，中国人民解放军海军少将、特级飞行员，中华人民共和国第一个驾机完成阻拦着舰和滑跃起飞的飞行员，被中央军委授予 “航母战斗机英雄试飞员”荣誉称号及一级英雄模范勋章。曾任东部战区海军副司令员。现任南部战区海军副司令员兼南部战区海军航空兵司令员。

## 生平
戴明盟出生于重庆市江津区石门镇，高中在江津第五中学就读。1990年8月，高中毕业后的戴明盟参加中国人民解放军。进入保定的飞行学院学习，毕业后加入“海空雄鹰团”。1994年9月加入中国共产党。戴明盟是中国第一批舰载战斗机试飞员，曾在中国人民解放军海军舰载机综合试验训练基地接受训练，创下中国第一个完成地面高速滑跑阻拦，第一个完成飞行阻拦着陆，第一个完成绕舰飞行、触舰复飞等纪录。2012年11月，戴明盟第一个驾驶歼-15舰载战斗机在辽宁舰上实施阻拦着舰和滑跃起飞，实现中国舰载战斗机自“岸基”到“舰基”的突破。2014年8月，中央军委授予海军某舰载航空兵部队副部队长戴明盟“航母战斗机英雄试飞员”称号。2014年9月1日，在北京举行了中央军委授予戴明盟“航母战斗机英雄试飞员”荣誉称号命名大会，中央军委委员、海军司令员吴胜利宣读了中央军委主席习近平签署的命令，并向戴明盟颁发勋章及证书。2015年，戴明盟出任中国人民解放军海军舰载航空兵部队部队长。2015年9月3日，在纪念中国人民抗日战争暨世界反法西斯战争胜利70周年大会阅兵中，戴明盟率领5架歼-15舰载战斗机组成“V”字形梯队参加，这是中国人民解放军海军固定翼舰载机首次参加大阅兵。为此，戴明盟被“9·3”阅兵联合指挥部表彰为阅兵优秀指挥员。截至2016年，戴明盟曾立二等功、三等功各3次，曾获中航工业集团“航空报国金奖”、国务院和中央军委联合授予的“航母工程建设重大贡献奖”，曾被评为全军爱军精武标兵、2014年第十届“海军十杰青年”、海军功勋飞行员。
2018年5月，戴明盟从中国人民解放军海军舰载航空兵部队部队长离职，出任中国人民解放军海军舰载机综合试验训练基地司令员。
2018年12月18日，党中央、国务院授予戴明盟同志改革先锋称号，颁授改革先锋奖章，并获评航母战斗力建设的实践探索者。
不晚于2019年4月，戴明盟升任中国人民解放军南部战区海军航空兵副司令员。2019年12月12日，戴明盟晋升海军少将。
2021年11月，戴明盟出任山东舰航母编队（解放军91910部队）司令员。
2022年，升任东部战区海军副司令员。2023年，转任南部战区海军副司令员兼南部战区海军航空兵司令员。